# Чичатка (станція)
Чичатка (рос. Чичатка) — станція Могочинського регіону Забайкальської залізниці Росії, розташована на дільниці Куенга — Бамівська між станціями Колокольний (відстань — 19 км) і Жанна (7 км). Відстань до ст. Куенга — 520 км, до ст. Бамівська — 229 км; до транзитного пункту Каримська — 752 км.